# Крищинцы
Кри́щинцы (укр. Крищинці) — село на Украине, находится в Тульчинском районе Винницкой области.
Код КОАТУУ — 0524383801. Население по переписи 2001 года составляет 1573 человека. Почтовый индекс — 23631. Телефонный код — 4335.
Занимает площадь 5,005 км².

## История
В селе Крищинцы был развит гончарный промысел. Среди уроженцев села — мастер народной художественной керамики Иван Тарасович Гончар.

## Адрес местного совета
23631, Винницкая область, Тульчинский р-н, с. Крищинцы, ул. Колгоспна, 48